# Hoorn
Hoorn è una città e una municipalità dei Paesi Bassi di 70 206 abitanti situata nella provincia dell'Olanda Settentrionale. È il capoluogo della regione storica della Frisia Occidentale (West-Friesland).
Fu sede di una delle sei 'Camere' (in olandese Kamers), della Compagnia Olandese delle Indie Orientali (Vereenigde Oostindische Compagnie o VOC), insieme ad Amsterdam, Delft, Rotterdam ed Enkhuizen nella provincia di Olanda, nonché Middelburg in Zelanda.
Da Hoorn, prende nome capo Horn, la punta meridionale del Sudamerica.

## Sport
La città ha ben due squadre nel massimo campionato olandese di calcio a 5: l'Hovocubo e il ZVV Veerhuys. In tutto hanno collezionato sei titoli nazionali.

## Quartieri
Hoorn contiene 13 quartieri:
1. Binnenstad
2. Venenlaankwartier
3. Hoorn-Noord
4. Grote Waal
5. Risdam-Zuid
6. Risdam-Noord
7. Nieuwe Steen
8. Zwaag
9. Westerblokker
10. Kersenboogerd-Noord
11. Kersenboogerd-Zuid
12. Hoorn 80
13. Bangert en Oosterpolder